# 庾质
庾质（6世紀？—614年），字行修，北周、隋朝官员，新野人。

## 生平
庾季才的儿子，庾信族子，八岁诵梁元帝《玄览》、《言志》等十赋，拜童子郎。仕北周齐炀王宇文宪记室。581年，除奉朝请，历鄢陵令，迁陇州司马。大业初年，官居太史令。庾质儿子是隋炀帝的儿子齐王杨暕府的属官。隋炀帝说庾质不能一心一意地侍奉自己，让自己儿子侍奉齐王，“为什么你的心意正反不一呢？”庾质回答说：“臣事陛下，子事齐王，实是一心，不敢有二。”隋炀帝将庾质贬为合水县令。
612年，炀帝召来庾质，问他东征高句丽能否成功，庾质回答：“征伐可以取胜，但不愿陛下亲自去征讨。”炀帝不高兴，庾质回答，如果攻战不胜，有损皇帝的威名。不如留在涿郡指挥。炀帝说：“你既然害怕，可以留在此地。”613年，炀帝准备再次征伐高句丽，曾再次问太史令庾质，庾质回答还是坚持以前的看法。等炀帝从高丽回来，问庾质说：“以前你不想让我亲征，就是害怕动乱吧。在后方叛乱的杨玄感能成功吗？”庾质回答：“杨玄感的地位虽然很高、势力很强大，但他平素没有声望，想凭借百姓劳苦，侥幸成功。如今天下一统，不易动摇。”
614年，炀帝要去东都，太史令庾质劝道：“连年征伐辽东，百姓困苦疲惫之极。陛下应先安抚关内，使百姓尽力农桑，等三、五年後，国家充实富裕，再到各地巡视，这样做才合适。”炀帝不高兴，庾质托病不跟随炀帝出行。炀帝将庾质关进监狱，不久在监狱里去世。

## 延伸阅读
[在维基数据编辑]
 《北史·卷089》，出自李延壽《北史》
 《隋書·卷78》，出自魏徵《隋书》